# 57 Hydrae
57 Hydrae är en blåvit stjärna i huvudserien i Vattenormens stjärnbild.
57 Hydrae har visuell magnitud +5,76 och är synlig för blotta ögat vid god seeing. Den befinner sig på ett avstånd av ungefär 450 ljusår.